# Verzorgingsplaats De Lanen
Verzorgingsplaats De Lanen is een Nederlandse verzorgingsplaats langs de A6 Muiderberg → Joure tussen afritten 18 en 19 aan het Tjeukemeer, in de gemeente De Friese Meren.
De Lanen is door middel van een verbindingsweg onder de brug over het Tjeukemeer verbonden met verzorgingsplaats De Wiel.
Richting Joure:
Lepelaar · 
Oeverwal · 
De Abt · 
Wellerzand · 
De Lanen
Richting Muiderberg:
De Wiel · 
Lemsterhop · 
Han Stijkel · 
Rivierduin · 
Aalscholver